# Kairoa endressiana
Kairoa endressiana är en tvåhjärtbladig växtart som beskrevs av W.N.Takeuchi & S.S.Renner. Kairoa endressiana ingår i släktet Kairoa och familjen Monimiaceae. Inga underarter finns listade i Catalogue of Life.